# La rabbia in testa
La rabbia in testa è un brano della rockband italiana Litfiba, pubblicato su singolo, solo online (in streaming sul loro sito ufficiale), il 2 luglio 2009.
Il brano è considerato un inedito, in quanto precedentemente mai incluso in nessun album.

## Tracce
1. La rabbia in testa – 3:32

## Formazione
Litfiba
- Filippo Margheri - voce
- Ghigo Renzulli - chitarra
- Roberto Terzani - basso
- Pino Fidanza - batteria

Musicisti aggiuntivi
- Luca Tirinnanzi - tastiere